# Dimet

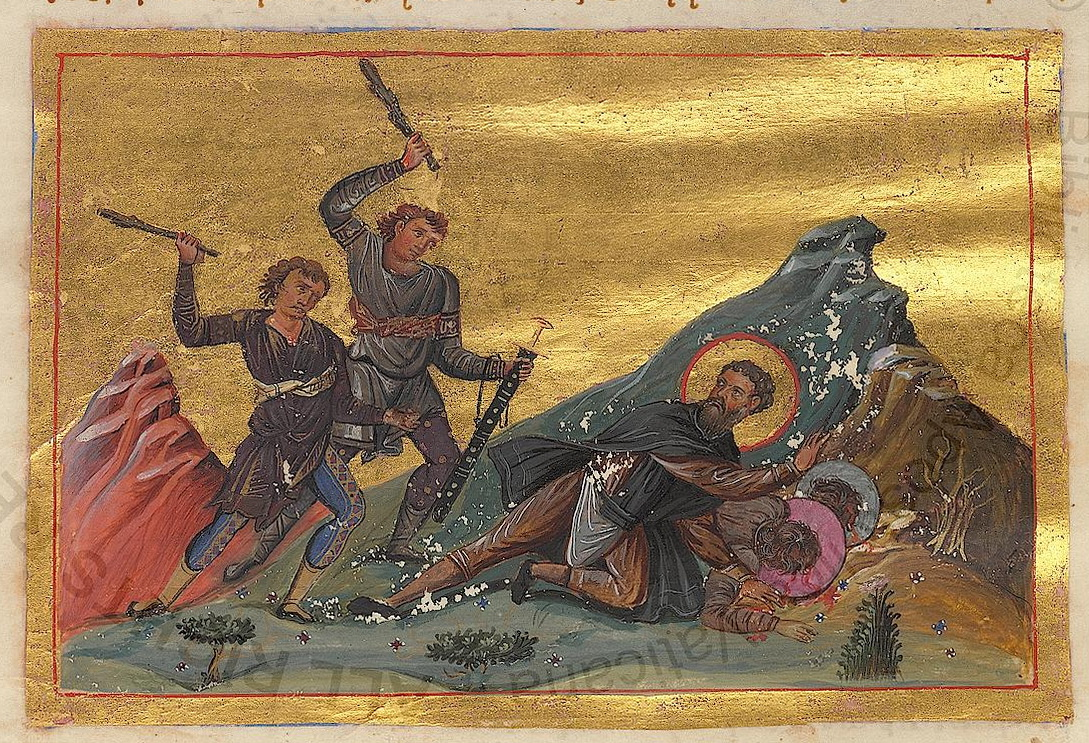
Die Steinigung des Hl. Dimet und seiner Gefährten

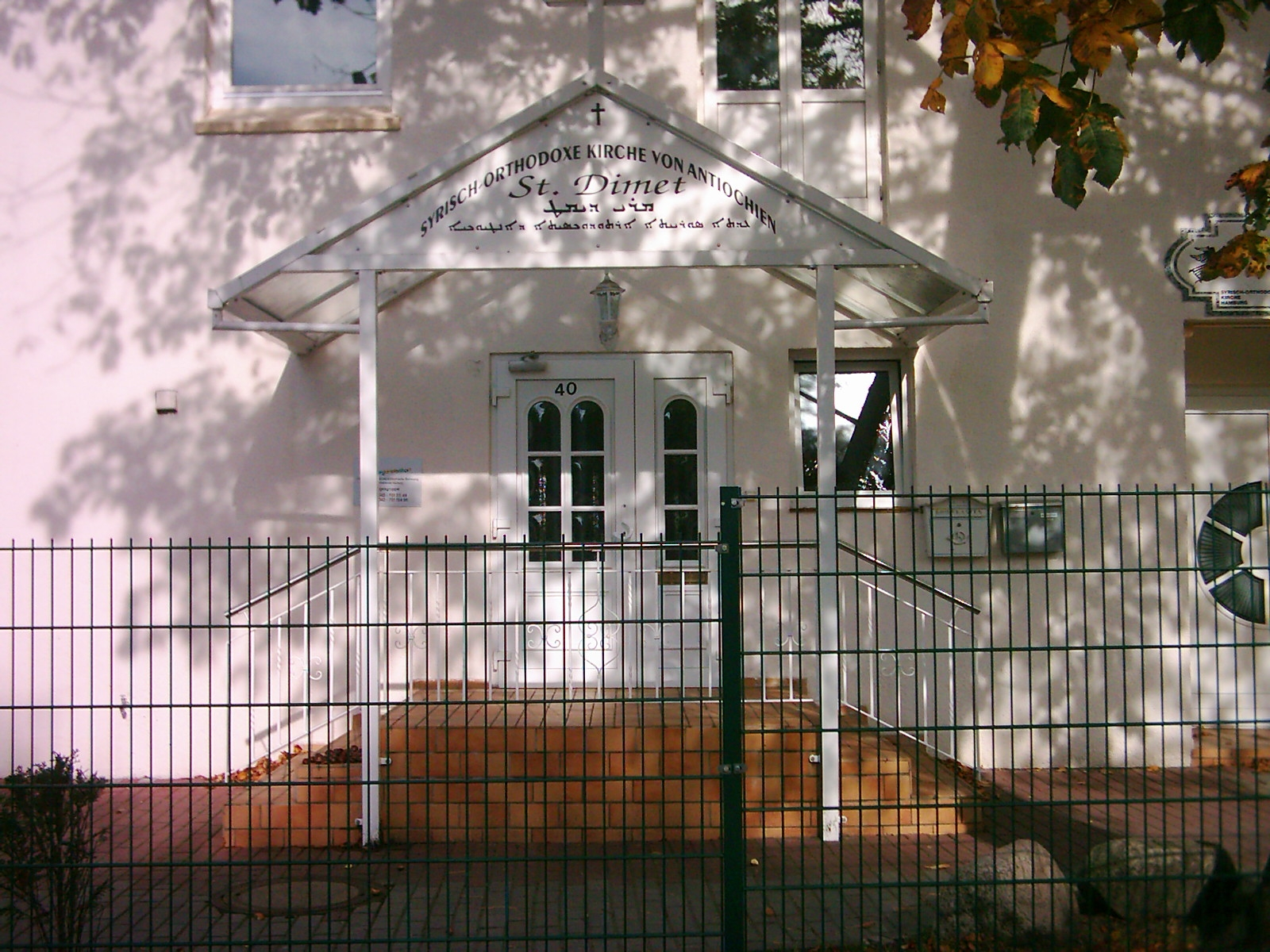
Portal der Syrisch-Orthodoxen Kirche von Antiochien St. Dimet in Hamburg

Der heilige Dimet (aramäisch: Mar Dimet; latinisiert: Dometius; † 363 bei Nisibis) war der Überlieferung nach ein persischer Arzt und christlicher Märtyrer.

## Überlieferung
Dimet soll, wie der Heilige Paulus, zunächst die Christen verfolgt haben, bevor er sich zu Christus bekehrte. In Nisibis wurde er getauft, lebte dann in einem Kloster in Erzurum, wo er zum Diakon geweiht wurde, und zuletzt als Eremit in einer Höhle im Tur Abdin, wo er großen Einfluss auf die Bewohner des nahen Nisibis hatte. Deshalb wurde er auf Veranlassung von Kaiser Julian gesteinigt.

## Gedenktag
In der römisch-katholischen Kirche ist sein Gedenken am 7. August; er ist aber nicht im Allgemeinen römischen Kalender verzeichnet.

## Kirchen
In Deutschland ist in Hamburg-Neugraben dem heiligen Dimet eine Kirche geweiht, in Schweden in Jönköping ein Gotteshaus der Syrisch-Orthodoxen Kirche von Antiochien. Mehrere Kirchen im Tur Abdin (Taşköy, İzbırak), im Libanon und ein Kloster in seiner Wirkungsstätte Qelith (Killit) tragen darüber hinaus seinen Namen.